# 岩田聡
岩田 聡（いわた さとる、1959年〈昭和34年〉12月6日 - 2015年〈平成27年〉7月11日）は、日本のゲームクリエイター、プログラマ、実業家。
任天堂の元代表取締役社長で、ハル研究所代表取締役社長なども歴任した。

## 経歴

### 生い立ち
北海道札幌市真駒内出身。父の岩田弘志は当時、北海道庁観光課に勤務する公務員であったことから、道庁宿舎にて幼年期を過ごした。小学校は札幌市立真駒内曙小学校に入学。小学校6年生の時に札幌冬季オリンピックが開催され、真駒内近隣に建てられた選手村にサイン帳を持って遊びに行く日々を過ごしていたという。また、真駒内競技場で開催されたオリンピック開会式では近隣小学生による「風船スケーター」として、岩田も参加している。札幌市立真駒内中学校に入学すると、合唱部に所属し、新聞配達のアルバイトを始めた。また電電公社が行っていたコンピュータの時間貸しサービス（DIALS）によって、初めてコンピュータゲームという存在に触れたのがこの頃だった。岩田は1994年に出版された『ゲームデザイナー入門』のインタビュー記事にて「毎週日曜日に『ゲーム31』という単純な数字取りゲームを勝つまでやっていた」と当時を振り返っている。
1975年、岩田は当時道内随一の進学校とされていた北海道札幌南高等学校に進学した。高校時代、岩田はヒューレット・パッカード社のプログラム電卓「HP-67」の存在を知り、アルバイトをして貯めた資金と父親の援助によって購入、その魅力に取り憑かれて独学でプログラムを学び、アメリカのSFドラマ『スタートレック』を題材とした自作のゲームを教室の隣席の友達に披露していた。また、そのゲームをヒューレット・パッカード社の代理店に送ったこともあった。あまりの出来の良さに驚いた同社からは、大量の資料が送られてきたという。また、岩田はバレーボール部に入部したが、自身のプログラム電卓を持ち込み、試合のスコアやサーブやアタックの決定率、レシーブの正確率などのデータを入力して解析を行ったり、自分でプログラミングしたバレーのゲームをチームメートに披露していたという。岩田が卒業する頃には学生運動は下火となり、卒業式は思い思いの仮装で参加することがブームとなっていた。岩田はクラスメイトと一緒に和服を着て駕籠を担いで卒業証書を受け取った。
1978年、東京工業大学工学部情報工学科に進学し上京。大学1年時には、大学の入学祝いを頭金にローンを組んでコモドール社のホームコンピュータ「PET 2001」を購入し、それを販売していた西武池袋本店のパソコン常設コーナーに毎週のように通っていた。そこで同じくプログラミングを愛好する友人と出会い、彼とは後に、後述の「ハル研究所」で共に仕事をすることになる。在学中は大手鉄鋼会社のシステムプログラムを150万円で請け負うような仕事をアルバイトとしてこなしていた。大学時代は榎本肇研究室に所属。

### ハル研究所時代

#### ハル研究所社長就任前
大学在学中、前述の西武池袋本店に勤めていた店員が「株式会社ハル研究所」（HAL研究所、通称「ハル研」）の設立に関わることになり、店の常連だった岩田と友人は誘いを受けてアルバイトとして勤務する。そこで岩田はプログラミングに熱中し、大学卒業後、そのままハル研究所の正社員となる。それまでのハル研究所にはソフトウェア開発を担当する社員がおらず、岩田はその第一号となった。なお、当時のハル研究所は社員数5人の零細企業であったため、岩田の両親は息子の進路に反対し、特に父親とは入社から半年ほど口を利かなかったという。
入社2年目の時、1983年7月15日に、任天堂から家庭用ゲーム機「ファミリーコンピュータ」（ファミコン）が発売される。これに強い関心を持った岩田は、京都市にある任天堂に直接出向いて仕事請負の申し出を行い、結果、『ピンボール』『ゴルフ』といったファミコンソフトのプログラミングを担当することになった。また、1985年1月に発売された『バルーンファイト』のファミコン版の担当時には、既存のアーケードゲーム版よりも滑らかなキャラクターの動きを実現した。アーケードゲーム版のプログラマーだった株式会社SRDの中郷俊彦は岩田の元を訪れてノウハウを聞き、それが、同年9月に発売される『スーパーマリオブラザーズ』の水中ステージに活かされることになった。更に、エニックスのソフト『ドラゴンクエスト』の北米版『Dragon Warrior』を任天堂が発売する際にはローカライズ作業を担当した。なお、後に深く関わることになる任天堂の宮本茂とは、1988年発売の『ファミコングランプリII 3Dホットラリー』で初めて共同開発を行った。

#### ハル研究所社長時代
1992年、ハル研究所はゲーム事業の不振と不動産投資の失敗により多額の負債を抱えて経営危機に陥り、和議を申請する。そうした中で、1993年3月、取締役開発部長であった岩田が代表取締役社長に就任した。これは、「岩田が社長をやるなら助ける」という援助者が現れたことがきっかけといわれている。
岩田はそれまで経営とはほぼ無縁の立場であったが、社長として優れた経営手腕を発揮。『星のカービィ』シリーズなどのヒット作品が生まれたこともあり、15億円あった負債をこののち6年間で完済、ハル研究所の経営再建を成し遂げる。
社長就任後、会社や仕事への不満を聞き取る目的で全社員との面談を実施した。この中で、社員との対話を重ねることが組織運営力や勤務意欲の向上に繋がると感じた岩田は、以降、この面談を半年に一度のペースで行うようになった。ちなみに、後に任天堂社長になった際には、全社員ではないものの、直属に近い部下に対して同様の面談を行っている。
社長業の傍らでプログラマーとしての活動も続けた。当初は開発に関与していなかった『MOTHER2 ギーグの逆襲』が約4年の歳月を経ても完成せずに行き詰っていた際には、開発現場に出向き、「いまあるものを活かしながら手直ししていく方法だと2年かかります。イチからつくり直していいのであれば、半年でやります」と申し出て開発を請け負った。その後、半年で大枠が出来上がり、そこから更に半年で内容に磨きを掛けて、結果、約1年で完成させた。この作品の開発がきっかけとなってシリーズ生みの親である糸井重里との親交が深まり、糸井のホームページ『ほぼ日刊イトイ新聞』の立ち上げにも協力した。
また、『ポケットモンスター』（ポケモン）シリーズを手掛ける株式会社クリーチャーズの役員を岩田が務めていた縁もあり、『ポケットモンスター 赤・緑』（以下『赤・緑』）が国内で大ヒット作品となって、当時任天堂社長の山内溥から「赤・緑を海外展開しろ」と要望があがるも、開発元のゲームフリークはすでに次回作『金・銀』を開発中で人員リソースを割く事が出来なかったため、岩田自ら海外向けローカライズ作業を手伝うと申し出て、ゲームフリークが開発に6年かけ継ぎ足しで作られバグまみれだった『赤・緑』の複雑なプログラムを僅か1週間ほどで解析してしまい、ローカライズ作業をトントン拍子で進行させていったほか、解析したプログラムを元に『ポケモンスタジアム』用の戦闘プログラムとセーブドキュメントを作成もしており、更には開発が難航中だった『ポケットモンスター 金・銀』のグラフィック圧縮ツールの作成を行い、ゲームフリークのメインプログラマーであった森本茂樹は「あの人は社長なの？凄腕プログラマーなの？」と岩田の能力に疑問と驚愕を覚えたという。なお同時進行でポケモンの権利ライセンスを全世界展開で管理するポケモンセンター株式会社の設立にも尽力している。

### 任天堂時代

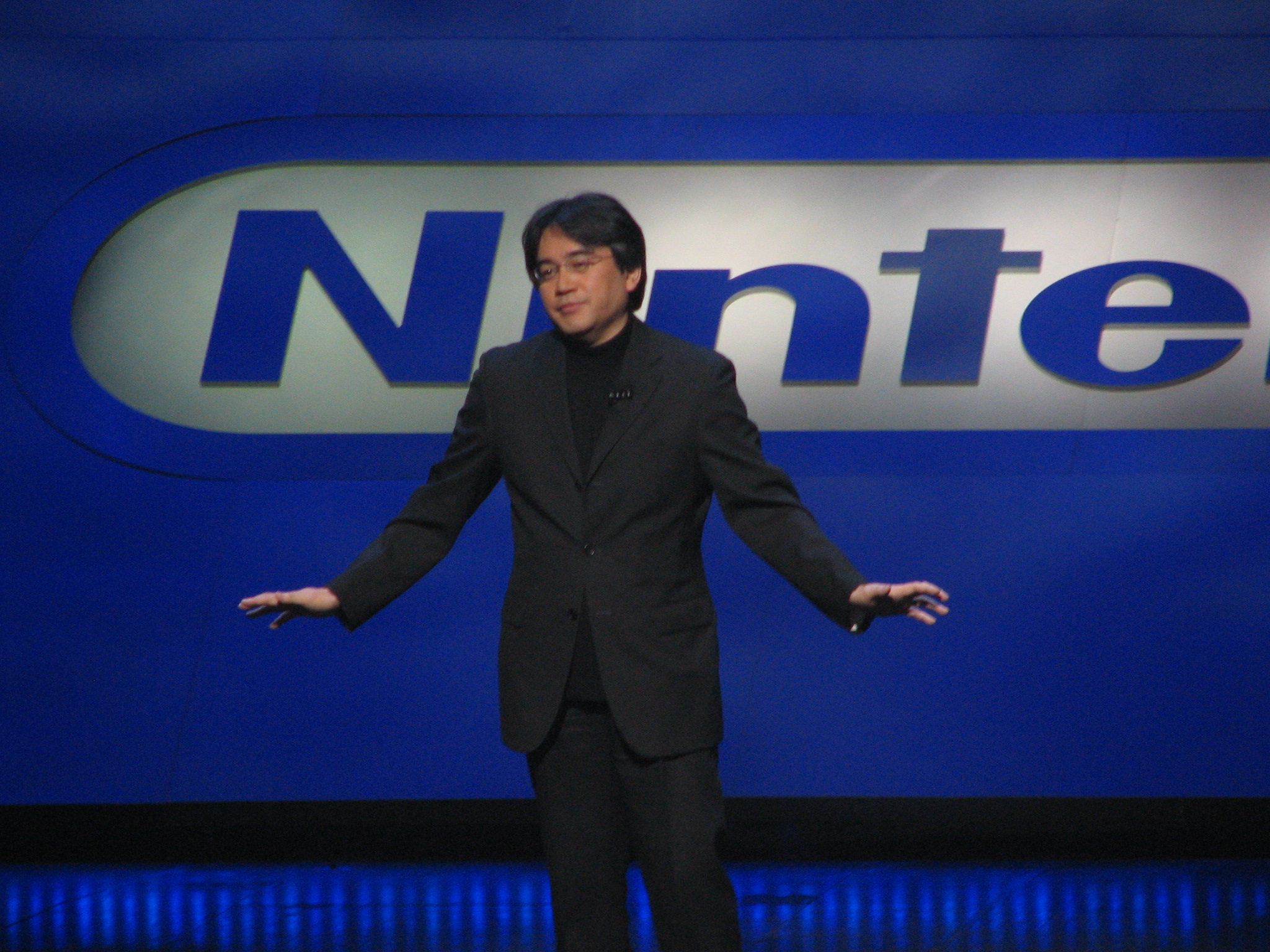
Electronic Entertainment Expo 2006にて

2000年6月、任天堂社長の山内溥に経営手腕を買われて任天堂に入社し、取締役経営企画室長に就任した。
2001年5月に米国で行われたゲームの見本市「E3 2001」では、同年9月14日に発売を控えていた新型ゲーム機「ニンテンドー ゲームキューブ」に関するプレゼンテーションを行った。
『大乱闘スマッシュブラザーズDX』の開発が遅れ、発売予定の2001年11月までの完成が危ぶまれる事態に陥った際には、山梨県のハル研究所に出向いて開発現場を指揮し、不具合を調べる作業（コードレビューやデバッグ）を行った。これがプログラマーとしての最後の仕事となった。
2002年、42歳のときに山内から指名を受け、同年5月31日付で任天堂の代表取締役社長に就任。任天堂は、1889年に山内溥の曽祖父である山内房治郎が創業して以来、山内家の同族経営であったため、当初、次期社長は山内溥の長男山内克仁、もしくは娘婿の荒川実が有力視されていた。そうした中で入社2年目の岩田の抜擢は極めて異例であった。なお、それまで会社の意思決定は社長に一任されていたが、岩田の社長就任以降は取締役会によって決定されることとなる。これは「今後の時代に対応するには、集団指導体制にするべき」と考えた山内からの提案である。
社外出身で社内基盤が弱かったため、社長を補佐するための集団指導体制が整備され、代表取締役の増員により、代表取締役会長にシャープ出身の浅田篤が、代表取締役専務には波多野信治、竹田玄洋、宮本茂らがそれぞれ就任するなどした。
2003年に開催された東京ゲームショウの中で岩田は基調講演を行い、「日本のゲーム市場では、ゲーム離れ現象が進行している」と、業界全体への危機感を示した。こうした状況を打開するため、任天堂は「ゲーム人口の拡大」を基本戦略として位置づけ、幅広い層を対象としたハード、ソフトの開発に取り組むことになる。その一環として、タッチパネルを搭載した2画面携帯型ゲーム機「ニンテンドーDS」を2004年12月2日に発売。年末商戦期に投入されたこともあり、年末年始のみで約150万台を売り上げた。
2005年からは、多くの世代が手に取ることを目指したソフト群「Touch! Generations」を展開し、ミリオンセラーのソフトを複数生み出した。特に『脳を鍛える大人のDSトレーニング』は社会現象となり、略称の「脳トレ」は流行語として広く浸透した。また、ニンテンドーDSで利用できる「ニンテンドーDSブラウザー」や「ワンセグ受信アダプタ DSテレビ」などの周辺機器も発売した。
2006年11月19日には、リモコン型コントローラで操作する家庭用ゲーム機「Wii」を発売。本体の電源を毎日入れてもらうことを目指し、天気やニュースなどの様々なコンテンツを含む「Wiiチャンネル」が内蔵された。また、歴代のゲーム機で発売されたゲームソフトをダウンロード購入してプレイできる仕組み「バーチャルコンソール」も導入された。
同じく2006年からは、任天堂ホームページ上で岩田が社内の開発者にインタビューする企画「社長が訊く」を開始。当初は発売を間近に控えたWii本体や同時発売のWii用ソフトの開発者に話を聞くものだったが、その後、新作ソフトが出る際などに定期的に行われるようになり、他社のクリエイターを招くこともしばしばあった。
2011年より、発売予定のゲームソフトに関する情報を岩田が動画で直接伝える試み「Nintendo Direct」を開始。後に岩田だけでなく、任天堂や他社のクリエイターも登場するようになった。
2011年2月26日に発売したニンテンドーDSの後継機「ニンテンドー3DS」は普及が進んだものの、本体価格の値下げによる逆ザヤ状態での販売が続いたことなどが響き、2012年3月期の決算で通期営業赤字に陥った。また、2012年12月8日に発売したWiiの後継機「Wii U」は販売台数で苦戦し、特に海外市場での販売鈍化が目立った。2013年には任天堂の米国法人CEOも岩田が兼任することとなった。

### 晩年
2014年6月に、健康診断で胆管腫瘍が発見されたことを公表した。切除手術には成功したものの、療養のため直後の株主総会を欠席した。その後、同年8月に復帰し、10月の経営方針説明会で公の場に再び登場した。
2015年2月からは、療養以降休止していた「社長が訊く」を再開。同年6月に米国で開催された「E3 2015」の期間中には、姿は見せなかったもののTwitter上で情報を発信した。また、6月末に行われた株主総会には姿を見せ議長を務めた。
しかし、7月に入ってから体調を崩して入院し、11日には容態が急変。同日、代表取締役社長に在職中のまま、京都市左京区の京都大学医学部附属病院で胆管腫瘍のため死去した。55歳没。岩田の死は同月13日に任天堂より公表され、日本国外でも大きく報道された。
最晩年の2015年3月期の決算では、4期ぶりに営業黒字に回復した。2015年3月には、ディー・エヌ・エーと業務・資本提携してスマートデバイス向けサービスを共同開発することや、新型ゲーム機「NX」（コードネーム、後のNintendo Switch）を開発中であることを発表した。業績が上向き、事業構造の変革や新規ハードの製作に乗り出した途上での急逝となった。
岩田の死後、任天堂代表取締役社長の座は約2か月間空席となり、その間は竹田と宮本が職務を代行した。その後同年9月16日に、任天堂経営統括本部長兼総務本部長を務めていた常務取締役の君島達己が、岩田の後任として任天堂第5代代表取締役社長に就任した。

## 人物・エピソード

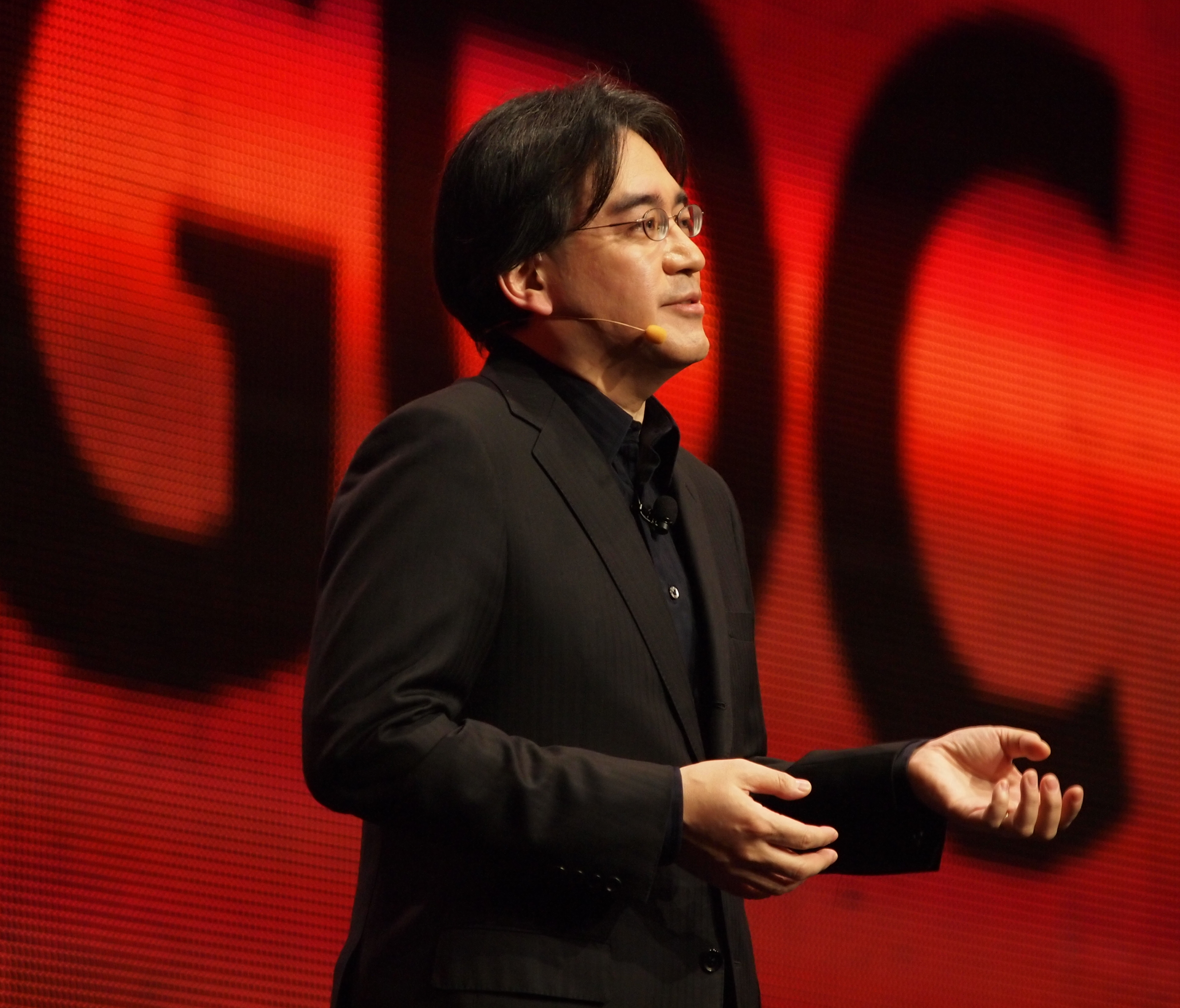
Game Developers Conference 2011にて

### 技術者
- 古くからのMacintoshユーザーで、プレゼンテーションではKeynoteを使用し、携帯電話はiPhoneを愛用していた。また、1989年発売の携帯型パソコン「Macintosh Portable」も所持しており、当時から常にプログラムを記述できる環境下にあった[60]。
- ハル研究所時代、MSX上でMacintoshのようなGUI環境とオフィススイートを実現するOS「HALNOTE」（1987年発売）の開発を主導し、これはMSXturboRにMSXViewとして標準搭載された。
- 糸井重里にMacintoshの使い方を教えたり[61]、『ほぼ日刊イトイ新聞』（以下、『ほぼ日』）の立ち上げおよびPC環境の整備に協力したことから、『ほぼ日』において「電脳部長」という肩書きを持っていた。『ほぼ日』の立ち上げ時にはコンピュータの手配やプロバイダとの契約のほか、床を這いずりまわってLANケーブルの配線をしたという[39]。
- プログラマー時代から宮本茂に対して尊敬の念を抱いており、宮本の考え方や言葉を常に観察していたことから、自らを「宮本ウォッチャー」と称していた[62]。また、宮本の方法論を言語化できたらゲーム業界のためになるのではないかという使命感を持っていた。宮本の持論の一つである「アイデアというのは複数の問題を一気に解決するものである」という考えは、岩田が方々で紹介したことにより広く知られるようになった[63][64][65]。
- 岩田には「プログラマーはノーと言っちゃいけない」という持論があった。これは「どんなに困難なプログラミングが想定されたとしてもノーと言った時点で企画そのものが駄目になるから、とにかく実現を目指し、無理だった際の代案も考える」という理念である[33][66]。ただし、あくまで技術的な部分で「ノー」を軽々しく使わないという姿勢であり、納期については不可能と主張することはあった[38]。
- 全体的な仕様を把握する能力が非常に高く、素早く正確にプログラム等のバグを見抜けた。そのためハル研究所時代はトラブルがあるプロジェクトへ入り、その問題を解決していた[34][67]。
- ゲーム『ポケットモンスター』シリーズでは、『金・銀』で使われたグラフィック圧縮ツールなど、様々な場面で開発に協力した。岩田の死後に発売された『ポケットモンスター ウルトラサン・ウルトラムーン』では、作中に登場する「ゲームフリークのモリモト」というキャラクターが、岩田へ感謝の言葉を述べている[68]。

### 趣味・嗜好
- 読書家であり、多忙な中でもビジネス書をはじめとした読書を欠かさなかった。元々はそれほど読書をしていたわけではなく、糸井重里からもらった本を読む程度だったが、次第に読書量が増え、逆に糸井や岩田の後に社長に就任する古川俊太郎へ薦める程になった[69][70]。技術書についても例外ではなく、アメリカへ出張へ行った際、コンピュータサイエンスに関する教科書を多く購入しそれを日本へダンボール5箱単位で送っていた。また、ハル研究所時代には『ドラゴンボール』『NARUTO』『めぞん一刻』といった漫画を愛読していた[34]。
- 中学時代には鉄道に夢中になっており、地元の北海道で運行していたSLの写真を撮影しに行ったり、鉄道模型を集めたりしていた[71]。
- 菓子が好きで、特に麦チョコなどのチョコレート菓子を好んで食べていた[34]。
- ニコニコ動画を見ることがあるといい、その中で自身が弄られている動画を見ることについて「めちゃくちゃシュールな体験」と語っている[72]。
- 「Nintendo Direct」では、岩田が両手を体の前でハの字にした後に「直接!」と言いながら突き出すポーズをとるのが恒例になっていた（「情報を“直接”お届けします」という言葉の「直接」の部分で使用）。当初は岩田のみが行っていたが、後に他の社員や他社のクリエイター、ゲストなどが出演する際にも同じポーズを取るようになった。このポーズは、岩田の死後も各出演者によって2016年まで用いられた。その後しばらくこのポーズは用いられなかったが、2020年12月19日に放送された「スーパー・ニンテンドー・ワールド Direct」や2025年3月28日に放送された「Nintendo Direct 2025.3.28」にて、宮本がこのポーズを用いた[73][74]。
  - 岩田の死後に発売されたNintendo Switchの本体内には、岩田がプログラマーとして関わった『ゴルフ』がイースターエッグとして組み込まれていた。岩田の命日である7月11日にコントローラの「Joy-Con」を持った状態で、上記の「直接!」のポーズを取ると起動する仕組みだったとされているが、後に行われた本体アップデートにより削除された[75]。
  - スーパーマリオシリーズ35周年のテーマソングとして制作された星野源の楽曲『創造』には「直接」という歌詞が含まれ、MVでは星野がこの部分にあわせて岩田の「直接」のポーズをとっている。星野は自身のラジオ番組『星野源のオールナイトニッポン』の中で「Nintendo Directという放送で岩田さんがやられている“直接”が好きで、絶対に歌詞に入れたかった」と語っている[76]。

### その他
- 海外でのイベントでは自身が英語でスピーチを行うことも多かったが、学生時代は英語が苦手で、ハル研究所時代に急遽アメリカに出張することになり、必要に迫られて話せるようになった[77]。また、ニンテンドーダイレクトの韓国向け放送では韓国語を話す場面も見られた。
- ゲーム番組『ゲームセンターCX』の任天堂公式配信特別編にゲストとして登場し、有野晋哉と共に自身が開発した『バルーンファイト』をプレイした[27]。
- Wii用ソフト『メトロイドプライム3 コラプション』に収録されている岩田のメッセージの中で「悩みがあると痩せるのではなく太る体質で、他の人から『何も感じてないんじゃないか』と思われてしまうので、非常に不本意」と語っていた。
- 晩年の闘病生活中は、最新の医学書やネット上の医学情報の検索によって自らの病気について学び、どのような治療プランが最適かについて主治医と議論していた[34]。
- アニメ『ポケットモンスター』シリーズに登場するキャラクター「マサト（ハルカの弟）」は岩田の息子がモデルで、マサトがかけている黒縁眼鏡のデザインは、初登場の『ポケットモンスター アドバンスジェネレーション』の放送当時に岩田がかけていた実際の眼鏡が元になっている[34]。
- 深くものを考えている姿が印象的であり、古川はその姿を「哲学者のようだ」と表現している[70]。

## 略歴
- 1959年（昭和34年）12月6日 - 北海道札幌市にて誕生。
- 1982年（昭和57年） - 東京工業大学工学部卒業。
- 1982年（昭和57年） - ハル研究所入社。
- 1984年（昭和59年） - ハル研究所取締役就任。
- 1993年（平成5年） - ハル研究所代表取締役社長就任。
- 2000年（平成12年） - ハル研究所取締役相談役就任。
- 2000年（平成12年） - 任天堂取締役経営企画室室長就任。
- 2002年（平成14年） - 任天堂代表取締役社長就任。
- 2013年（平成25年） - 任天堂米国法人 (Nintendo of America) 取締役会長 (CEO) 兼務[78]。
- 2015年（平成27年）7月11日 - 胆管腫瘍のため死去[1][2]。

## 作品
※岩田が任天堂社長になる以前に関わったゲームソフトのタイトルを記述する。
ゲーム機の略称
FC：ファミリーコンピュータ、FCD：ファミリーコンピュータ ディスクシステム、NES：Nintendo Entertainment System、SFC：スーパーファミコン、GB：ゲームボーイ、GBC：ゲームボーイカラー、N64：NINTENDO 64、GC：ニンテンドー ゲームキューブ
- ギャラクシアン（1981年、VIC-1001、コモドールジャパン） - プログラマー
- スーパービリヤード（1983年、MSX、HAL研究所） - プログラマー
- ホールインワン（1984年、MSX、HAL研究所） - プログラマー[79]
- ピンボール（1984年2月2日、FC、任天堂） - プログラマー（松岡聡と共同）[25][80]
- ゴルフ（1984年5月1日、FC、任天堂） - プログラマー[25]
- F1レース（1984年11月2日、FC、任天堂） - プログラマー[81]
- ローラーボール（1984年11月、MSX、HAL研究所） - プロデューサー、プログラマー[79]、開発用ツールの作成
- てつまん（1985年、MSX、HAL研究所） - プログラマー[79]
- ホールインワン プロフェッショナル（1985年、MSX、HAL研究所） - プログラマー
- バルーンファイト（1985年1月22日、FC、任天堂） - プログラマー[28]
- けいさんゲーム 算数4年（1986年10月30日、FC、東京書籍） - アドバイザー
- オセロ（1986年11月13日、FC、河田） - プロデューサー
- ガルフォース（1986年11月19日、FCD、HAL研究所） - エグゼクティブプロデューサー、テクニカルコンサルタント
- エッガーランド（1987年1月29日、FCD、HAL研究所） - プロデューサー
- ゴルフJAPANコース（1987年2月21日、FCD、任天堂） - プログラマー
- ゴルフUSコース（1987年6月14日、FCD、任天堂） - プログラマー[82]
- エアー・フォートレス（1987年8月17日、FC、HAL研究所） - プロデューサー、テクニカルアドバイザー
- ジャウスト（1987年11月2日、FC、HAL研究所） - プログラマー
- 殺意の階層 ソフトハウス連続殺人事件（1988年1月7日、FC、HAL研究所） - プロデューサー（武重有正と共同）
- ジャンボ尾崎のホールインワン・プロフェッショナル（1988年2月1日、FC、HAL研究所） - プログラマー
- ファミコングランプリII 3Dホットラリー（1988年4月14日、FC、任天堂） - プログラマー（共同）[30]
- エッガーランド 迷宮の復活（1988年8月9日、FC、HAL研究所） - プロデューサー、ツールクリエイター（T. MUKAIと共同）
- エッガーランド 創造への旅立ち（1988年10月18日、FCD、HAL研究所） - プロデューサー
- ローラーボール（1988年12月20日、FC、HAL研究所） - プロデューサー
- Dragon Warrior（『ドラゴンクエスト』の海外版、1989年5月（北米）、NES、任天堂） - ローカライズ[29]
- 御存知 弥次喜多珍道中（1989年11月7日、FC、HAL研究所） - プロデューサー（いけだみきお、武重有正と共同）
- 宇宙警備隊（1990年9月7日、FC、HAL研究所） - テクニカルスーパーバイザー
- NEWゴーストバスターズ2（1990年12月26日、FC、HAL研究所） - テクニカルスーパーバイザー
- メタルスレイダーグローリー（1991年8月30日、FC、HAL研究所） - プロデューサー、プログラマー（共同）[83]
- ジャンボ尾崎のホールインワン（1991年2月23日、SFC、HAL研究所）
- マリオオープンゴルフ（1991年9月20日、FC、任天堂） - チーフプログラマー
- カードマスター リムサリアの封印（1992年3月27日、SFC、HAL研究所） - テクニカルアドバイザー
- 星のカービィ 夢の泉の物語（1993年3月23日、FC、任天堂） - プロデューサー（宮本茂、清水隆雄と共同）
- アルカエスト（1993年12月17日、SFC、スクウェア） - エグゼクティブプロデューサー
- ロロの大冒険（1994年3月25日、GB、イマジニア） - エグゼクティブプロデューサー
- MOTHER2 ギーグの逆襲（1994年8月27日、SFC、任天堂） - チーフプロデューサー、プログラムディレクター、プログラマー（共同）
- カービィボウル（1994年9月21日、SFC、任天堂） - プロデューサー（宮本茂と共同）
- 星のカービィ2（1995年3月21日、GB、任天堂） - プロデューサー（宮本茂と共同）
- シムシティ2000（1995年5月26日、SFC、イマジニア） - プログラマー[84]
- 星のカービィ スーパーデラックス（1996年3月21日、SFC、任天堂） - プロデューサー（宮本茂と共同）
- 糸井重里のバス釣りNo.1（1997年2月21日、SFC、任天堂） - 製作（小関昭彦、大和聡と共同）
- カービィのきらきらきっず（1998年2月1日、SFC、任天堂） - チーフプロデューサー
- 星のカービィ3（1998年3月27日、SFC、任天堂） - チーフプロデューサー
- ポケモンスタジアム（1998年8月1日、N64、任天堂） - プロデューサー（宮本茂、三木研次、石原恒和と共同）
- Pokémon Red and Blue（『ポケットモンスター 赤・緑』の海外版、1998年9月28日（北米）、GB、任天堂） - ソースコード解析[38][40]
- ピカチュウげんきでちゅう（1998年12月12日、N64、任天堂） - スペシャルサンクス
- ニンテンドウオールスター!大乱闘スマッシュブラザーズ（1999年1月21日、N64、任天堂） - プロデューサー（菅浩秋、三木研次、宮本茂と共同）
- ポケモンスナップ（1999年3月21日、N64、任天堂） - プロデューサー（三木研次、宮本茂と共同）
- ポケモンスタジアム2（1999年4月30日、N64、任天堂） - プロデューサー（三木研次、石原恒和、宮本茂と共同）
- ポケットモンスター 金・銀（1999年11月21日、GB/GBC、任天堂） - スペシャルサンクス（開発用ツールの作成）[40]
- カスタムロボ（1999年12月8日、N64、任天堂） - スペシャルサンクス
- 星のカービィ64（2000年3月24日、N64、任天堂） - スーパーバイザー
- 糸井重里のバス釣りNo.1 決定版!（2000年3月31日、N64、任天堂） - プロデューサー（小関昭彦、三木研次と共同）
- MOTHER3 豚王の最期（開発中止、N64、任天堂） - プロデューサー（宮本茂と共同）[85]
- コロコロカービィ（2000年8月23日、GBC、任天堂） - スペシャルサンクス
- メタルスレイダーグローリー ディレクターズカット（2000年11月29日、SFC（ニンテンドーパワー）、任天堂） - スペシャルサンクス
- ポケットモンスター クリスタルバージョン（2000年12月14日、GBC、任天堂） - プロデューサー（大和聡、宮本茂、石原恒和と共同）
- ポケモンスタジアム金銀（2000年12月14日、N64、任天堂） - プロデューサー（三木研次、石原恒和、宮本茂と共同）
- 大乱闘スマッシュブラザーズDX（2001年11月21日、GC、任天堂） - スペシャルサンクス（コードレビュー、デバッグ）[20]
- ポケモンパーティミニ（2001年12月14日、ポケモンミニ 、株式会社ポケモン） - プロデューサー（大和聡と共同）
- ポケモンピンボールミニ（2001年12月14日、ポケモンミニ、株式会社ポケモン） - プロデューサー（大和聡と共同）
- ポケモンショックテトリス（2002年3月21日、ポケモンミニ、株式会社ポケモン） - プロデューサー（大和聡と共同）